# Jean Montevideo
Pour les articles homonymes, voir Montevideo (homonymie).
Jean Waterlot, alias Jean Montevideo, est un musicien belge. Il est chanteur et guitariste dans le groupe Montevideo dont le batteur est son frère. Il a rejoint en 2008 le groupe de rock belge Ghinzu aux claviers, guitare, et chœurs. Il combine actuellement les rôles de chanteur et compositeur avec Montevideo, dont le deuxième album est sorti, ainsi que dans MVSC (Montevideo vs Compuphonic) groupe parallèle, où Maxime Firket, ancien DJ résident de feu le Dirty, donne un accent electro. Il s'est également associé à Cosy Mozzy et mixe régulièrement avec lui.